# Cum inter nonnullos
Cum inter nonnullos ist der Titel einer Päpstlichen Bulle vom 12. November 1323, mit der Papst Johannes XXII. in den Armutsstreit der Franziskaner eingriff.

## Der Armutsstreit
Mit der Bulle Ad conditorem canonum (8. Dezember 1322) hatte der Papst regelnd in den Streit um das franziskanische Armutsideal eingegriffen und die Regelung des Güterbesitzes von der  Kirche auf die Ordensgemeinschaft übertragen. Dieses erzeugte einen neuen Konflikt zwischen den Spiritualen und dem Hauptteil der Kommunität. Während die Vertreter des spiritualistischen Armutsbegriffes ihre Position mit einer Intervention beim Papst zu verteidigen suchten, hielt sich die übrige Ordensgemeinschaft neutral.

## Ketzerei und Inquisition
Der Papst verurteilt die von den Spiritualen aufgestellte Behauptung, Christus und die Apostel hätten nichts Eigenes besessen, sondern „ohne Eigenes“ („sine proprio“) gelebt, als Ketzerei und stellt klar, dass diese Behauptungen eine Verunglimpfung der  Heiligen Schrift seien. Er hob die Meinungen und Schriften seiner Vorgänger auf und erklärte, dass die  Behauptungen der unverbesserlichen Spiritualen  Häresie seien. Er drohte an, dass diejenigen, welche seiner Erklärung widersprechen sollten, der Inquisition zugeführt würden.

## Politische Auswirkungen
Die Zuspitzung in der Auseinandersetzung um das Armutsideal der Franziskaner breitete sich nun auch im  politischen Umfeld aus. Der deutsche König  Ludwig der Bayer hatte sich in einer Erklärung der franziskanischen Definition angeschlossen. Während in der Folgezeit der ursächliche Armutsstreit in den Hintergrund gedrängt wurde, ging es vordergründig um die Ordnung in der Welt, das Recht der Kirche und des Staates. Die Folge war die Päpstliche Bulle Quia quorundam vom 10. November 1324.